# Нэгэле (Гуджи)
Нэгэле — город в Эфиопии, в регионе Оромия, в зоне Гуджи (до 2002 года — в зоне Борена).
Расположен на автодороге, соединяющей Аддис-Абебу и Доло Одо, на высоте 1475 м над уровнем моря. Население 35 264 человека, согласно переписи 2007 года.
Основан в начале XX века. Известен тем, что там произошёл первый из серии инцидентов, впоследствии переросших в эфиопскую революцию 1974 года.